# بوتيرمير
بوتيرمير (بالإنجليزية: Buttermere)‏، هي بحيرة تقع في منطقة ليك ديستريكت في شمال غرب إنجلترا، يبلغ طولها حوالي 2 كيلومتر (1.2 ميل) ويبلغ أقصى عرض لها 0.54 كيلومتر (0.34 ميل)، وتبلغ مساحتها 0.9 كيلومتر مربع (0.35 ميل مربع)، ويبلغ أقصى عمق لها 28.6 مترًا (94 قدمًا)، ويبلغ ارتفاع سطحها 100.3 مترًا (329 قدمًا) فوق مستوى سطح البحر. مصدرها الرئيسي هو بوتيرميير دوبس، وهو مجرى مائي قصير يربط البحيرة بـ كروموك ووتر. ومن كروموك ووتر يتدفق نهر كوكير إلى كوكرماوث، حيث ينضم إلى نهر ديرونت ويدخل أخيرًا البحر الأيرلندي في وركينجتون. تقع البحيرة في السلطة الموحدة لمقاطعة كمبرلاند ومقاطعة كمبريا.